# Nederländernas herrlandslag i rugby union
Nederländernas herrlandslag i rugby union representerar Nederländerna i rugby union på herrsidan.

## Historik
Laget spelade sin första match 1930 i Haag, och förlorade då med 0-6 mot Belgien.